# Belasica
Belasica, Belasicabergen eller Kerkinibergen är en bergskedja i den historiska regionen Makedonien, idag uppdelad mellan nordvästra Grekland (cirka 45 %), sydöstra Nordmakedonien (35 %) och sydvästra Bulgarien (20 %). Området är framför allt känt för slaget vid Kleidion den 29 juli 1014 som kom att bli avgörande för det första bulgariska rikets fall.
Bergskedjan är cirka 60 km lång och 7–9 km bred och ligger precis nordväst om Dojransjön. Högsta punkten är Kalabaka/Radomir (2 029 m), för övriga delar varierar höjden mellan 300 och 1 900 m. Gränsen mellan de tre länderna möts vid toppen Tumba. Klimatet påverkas starkt av Medelhavet.